# Decapotabilă
O mașină decapotabilă sau un cabrio este o mașină de pasageri care poate fi condusă cu sau fără acoperiș. Metodele de retragere și depozitare a acoperișului variază în funcție de epocă și de producător.
Designul unei mașini decapotabile permite o experiență de condus în aer liber, cu capacitatea de a oferi un acoperiș atunci când este necesar. Un potențial dezavantaj al cabrioletelor este rigiditatea structurală redusă a acestora (care necesită o inginerie și o modificare semnificativă pentru a contracara efectele demontării acoperișului unei mașini).
Majoritatea acoperișurilor mașinilor decapotabile sunt dintr-un cadru de construcție pliabil, cu partea superioară realizată din pânză sau altă țesătură. Alte tipuri de acoperișuri pe care le au mașinile decapotabile includ hard-topuri retractabile (deseori construite din metal sau plastic) și hardtop-uri detașabile (unde un acoperiș din metal sau plastic este îndepărtat manual și adesea depozitat în portbagaj).